# ناندیکشوارا
ناندیکشوارا (به سانسکریت: नन्दिकेश्वर) (قرن ۵ تا قرن ۴ پیش از میلاد) نمایش‌شناس هند باستان و نویسندهٔ آینهٔ نمایش است.